# Danimarca ai Giochi della XVI Olimpiade
La Danimarca ha partecipato ai Giochi della XVI Olimpiade che si sono svolti a Melbourne dal 22 novembre all'8 dicembre 1956 
ed a Stoccolma dall'11 al 17 giugno dello stesso anno (solo per gli eventi equestri) 
con una delegazione di 37 atleti, di cui 6 donne, impegnati in 11 discipline,
aggiudicandosi 1 medaglia d'oro, 2 medaglie d'argento e 1 medaglia di bronzo.

## Medagliere

### Per discipline
| Sport       | Oro | Argento | Bronzo | Totale |
| ----------- | --- | ------- | ------ | ------ |
| Vela        | 1   | 1       | 0      | 2      |
| Equitazione | 0   | 1       | 0      | 1      |
| Canoa/kayak | 0   | 0       | 1      | 1      |
| Totale      | 1   | 2       | 1      | 4      |

### Medaglie
| Medaglia | Atleta                                          | Sport       | Evento                 |
| -------- | ----------------------------------------------- | ----------- | ---------------------- |
| Oro      | Paul Elvstrøm                                   | Vela        | Finn                   |
| Argento  | Lis Hartel                                      | Equitazione | Dressage individuale   |
| Argento  | Ole Berntsen Christian von Bülow Cyril Andresen | Vela        | Dragone                |
| Bronzo   | Tove Søby                                       | Canoa/kayak | K1 500 metri femminile |